# Dajinkou
Dajinkou (kinesiska: 大津口乡, 大津口) är en socken i Kina. Den ligger i provinsen Shandong, i den östra delen av landet, omkring 42 kilometer söder om provinshuvudstaden Jinan. Antalet invånare är 10936. Befolkningen består av 5 496 kvinnor och 5 440 män. Barn under 15 år utgör 16,0 %, vuxna 15-64 år 71 %, och äldre över 65 år 12,0 %.
Genomsnittlig årsnederbörd är 845 millimeter. Den regnigaste månaden är juli, med i genomsnitt 304 mm nederbörd, och den torraste är januari, med 8 mm nederbörd.